# Paul Ridoux
Paul Ridoux, né le 12 juillet 1867 à Saint-Omer et mort le 8 août 1920 dans le 14e arrondissement de Paris, est un architecte français du Pas-de-Calais qui a essentiellement exercé dans le Nord de la France.

## Biographie

### Enfance, formation et famille
Paul Alexandre Augustin Gustave Ridoux naît le 12 juillet 1867 à Saint-Omer, du mariage d'Alexandre Augustin Ridoux ancien employé des postes, et de Léonie Marie Péro.
Il est l'élève de Charles Chipiez à l'École spéciale d'architecture de 1883 à 1886, puis de Louis-Jules André, il est admis en deuxième classe le 5 août 1886.
Il épouse Pauline Angélique Juliette Charlotte Mahé-Dubron,.

### Son aventure à Paris-Plage
Le 22 juillet 1902, Paul Ridoux fait l'acquisition à Paris-Plage, auprès de la famille Daloz, de 22 hectares de lais de mer, à l'ouest du boulevard de la Mer (Docteur Jules-Pouget aujourd'hui), de la rue Joseph-Duboc (anciennement rue de la Lune) jusqu'à l'extrémité de la pointe du Touquet, soit pour 140 000 francs. Ce lais est concédé aux termes d'un procès-verbal d'adjudication dressé à la préfecture du Pas-de-Calais le 22 juillet 1901. Paul Ridoux constitue la société « Foncière Immobilière de Paris-Plage » par devant maître Masse, notaire à Arras, le 4 novembre 1902.
Après avoir acheté les lais de mer, il fait niveler toutes les dunes et construire en 1905 la digue qui porte son nom, au nord de l'avenue de Quentovic, haute de 3,75 mètres et longue de 500 mètres, avec pour objectif de protéger les futures constructions de la mer et du sable. Sur les murs de la villa Léo, à l'angle nord-ouest des rues de Paris et de Joseph-Duboc (anciennement rue de la Lune), où il a établi ses bureaux, on peut voir les splendides monuments projetés, un casino-théâtre immense, un balneum et diverses constructions.
En février 1912, il crée des courts de tennis, quartier Quentovic, au début de l'avenue Jean-Bart.
Quatre ans après la mort de Ridoux, Louis Aboudaram, président de la « société des grands établissements » constitue, en l'étude de maître Proniez, notaire à Étaples, une société dite « Compagnie Immobilière du Touquet-Paris-Plage » afin de prendre la suite de la société « Foncière Immobilière de Paris-Plage » et de compléter les 187 000 m2 du lotissement Ridoux. Deux voies d'accès vers la Canche seront construites, sous la responsabilité de Félix Desbats, et la direction d'Alphonse Dufossé, la première consiste à prolonger la digue Ridoux sur une longueur supplémentaire de 600 m et la seconde, parallèle à la première, appelée avenue Jean-Bart. Ces deux voies sont reliées par sept avenues transversales auxquelles il est donné les noms d'amiraux qu'avait choisis autrefois Ridoux. Par la suite, d'autres avenues sont tracées, pour une longueur de 5 200 m. Le 29 janvier 1930 est enregistré à Étaples, par les deux notaires, maîtres Véron et Proniez, un acte par lequel la « Compagnie Immobilière du Touque-Paris-Plage » cède à la ville du Touquet-Paris-Plage, toutes les rues, avenues ainsi qu'un terrain à usage futur de place publique ou de jardin, situé en bordure de l'avenue Jean-Bart, le tout pour une superficie de 7,30 ha pour la somme d'1 franc.

### Mort
Paul Ridoux meurt le 8 août 1920 dans le 14e arrondissement de Paris.

## Réalisations architecturales

### Dans le Nord de la France
Il construit des villas, au bord de la mer, à Malo-les-Bains, Bray-Dunes, Sainte-Cécile et Saint-Gabriel, hameaux de Camiers, Saint-Gabriel dont il dresse le plan d'urbanisme en 1894 et où il construit le Grand Hôtel inauguré en 1898 et détruit en 1902 par une tempête.
Il est rapporté qu'il a procédé à des travaux de décoration et de restauration sur l'église Saint-Vaast de Hondschoote, à une date incertaine.

### Au Touquet-Paris-Plage
En 1905, il réalise une digue-promenade, haute de 3,75 mètres, la « digue Ridoux », elle commence face à la rue Joseph-Duboc (anciennement rue de la Lune) et s'étend vers le nord sur une longueur de 500 mètres, elle retient la mer mais surtout le sable. Durant le XXe siècle, elle a été progressivement ensevelie par les dunes. On peut toutefois encore en voir quelques dizaines de mètres de longueur, à l'entrée du boulevard Thierry-Sabine.
Il est également l'architecte de quelques villas : L'Ouragan (1898), sise 85, boulevard de la Mer (Docteur Jules-Pouget aujourd'hui), Le Corail (1901) sise 149, rue de Paris et Saint-Rémy (1912), angle nord-est de l'avenue Duguay-Trouin et du boulevard Thierry-Sabine (anciennement Digue Ridoux).

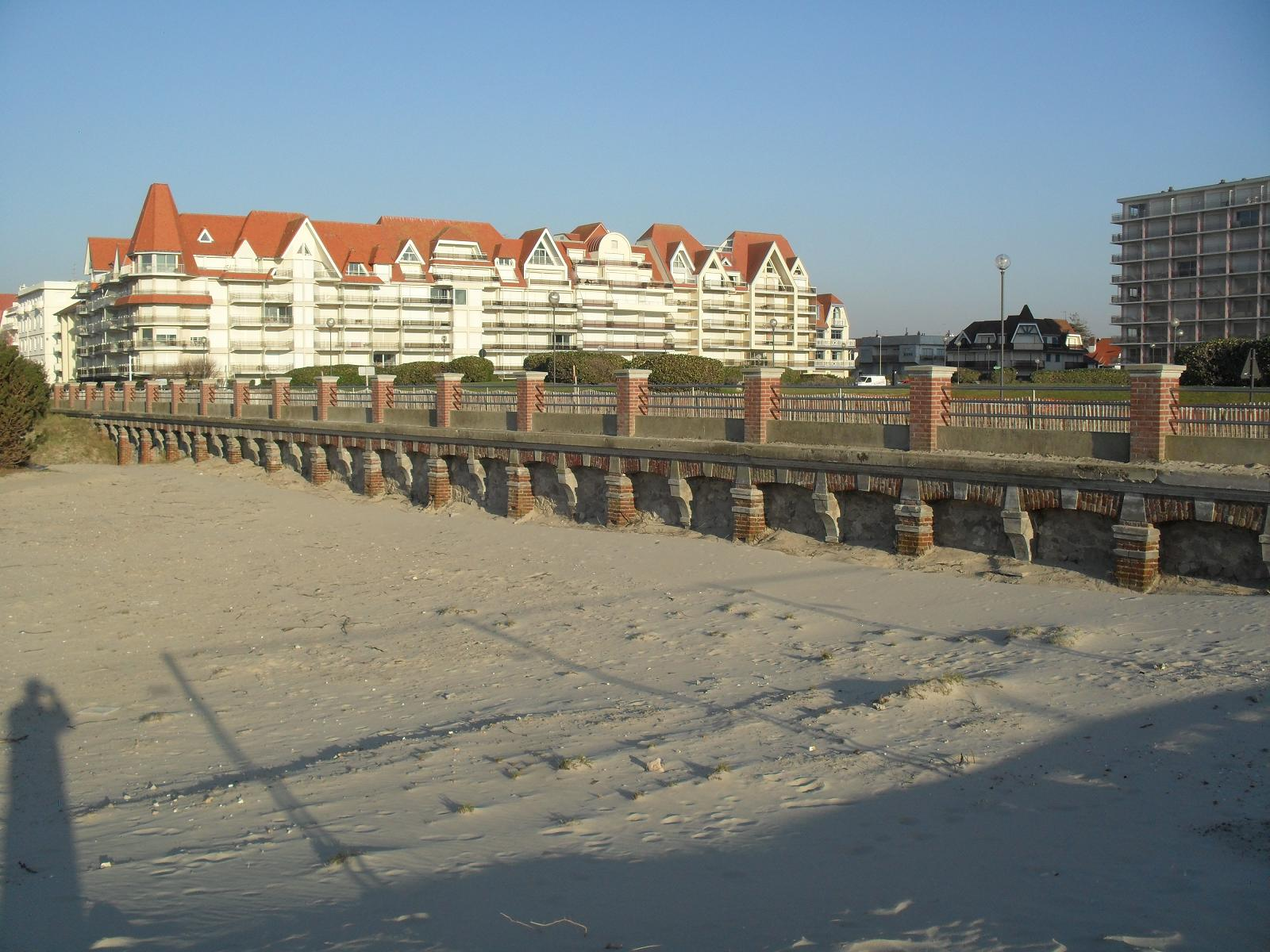
Vue actuelle de la digue-promenade de Paul Ridoux.

## Pour approfondir